# Burundi i olympiska sommarspelen 2008
Burundi deltog i de olympiska sommarspelen 2008 som äger rum i Peking i Kina. Ingen av landets deltagare erövrade någon medalj.

## Friidrott
- Huvudartikel: Friidrott vid olympiska sommarspelen 2008

Förkortningar
- Notera – Placeringar gäller endast den tävlandes eget heat
- Q = Kvalificerade sig till nästa omgång via placering
- q = Kvalificerade sig på tid eller, i fältgrenarna, på placering utan att ha nått kvalgränsen
- NR = Nationellt rekord
- N/A = Omgången inte möjlig i grenen
- Bye = Idrottaren behövde inte delta i omgången

Herrar
Bana och väg
| Idrottare            | Gren    | Final    | Final     |
| Idrottare            | Gren    | Resultat | Placering |
| -------------------- | ------- | -------- | --------- |
| Joachim Nshimirimana | Maraton | 2:29:55  | 68        |

Damer
Bana och väg
| Idrottare             | Gren    | Heat     | Heat      | Final            | Final            |
| Idrottare             | Gren    | Resultat | Placering | Resultat         | Placering        |
| --------------------- | ------- | -------- | --------- | ---------------- | ---------------- |
| Francine Niyonizigiye | 5 000 m | 17:08.44 | 14        | Gick inte vidare | Gick inte vidare |

## Simning
- Huvudartikel: Simning vid olympiska sommarspelen 2008